# Xpress Air
Xpress Air era una compagnia aerea che offriva voli nazionali in Indonesia, con il primo volo avvenuto nel 2005, e dal 2014 rotte internazionali verso la Malaysia e la Thailandia. Con due Boeing 737, Xpress Air è stata la prima compagnia aerea di linea di proprietà privata a collegare Giacarta a 24 destinazioni nazionali come Makassar (precedentemente noto come Ujung Pandang), Ternate, Sorong, Manokwari e Jayapura. Makassar era un hub principale per tutti i voli provenienti da Giava verso le città orientali dell'Indonesia, mentre Sorong era un secondo hub in Papua, collegando luoghi remoti che circondano l'area di Papua occidentale.
Xpress Air era di proprietà di PT Aero Nusantara Indonesia (ANI) ed era elencata nella categoria 1 dalla direzione generale indonesiana dell'aviazione civile per la qualità degli standard di sicurezza.

## Storia
Express Air iniziò le operazioni commerciali tra Jayapura e Giacarta il 23 giugno 2003. La compagnia aerea è cresciuta fino a diventare una delle principali compagnie aeree dell'Indonesia orientale. Nel 2012, è stata ribattezzata da Express Air a Xpress Air, con l'obiettivo rappresentare una compagnia aerea più moderna e a misura di cliente; una nuova strategia e un nuovo slogan "Terbanglah Indonesia", hanno accompagnato il processo.
Nel 2021, Xpress Air ha cessato tutte le operazioni a causa dell'impatto della pandemia di coronavirus e PT Aero Nusantara Indonesia (ANI), in quanto società madre, ha scelto di concentrarsi sulle attività di manutenzione delle strutture.

## Flotta
Xpress Air ha operato durante la sua attività con:
- ATR 42-300
- Boeing 737-200
- Boeing 737-300
- Boeing 737-500
- Dornier Do 328JET
- Fokker F100

## Incidenti
- Il 6 novembre 2009, un Dornier Do 328, marche PK-TXL, uscì di pista dopo un duro atterraggio a Fakfak. Non ci furono vittime, ma l'aereo subì danni sostanziali e venne in seguito demolito.[5]